# Krawaty Shermana

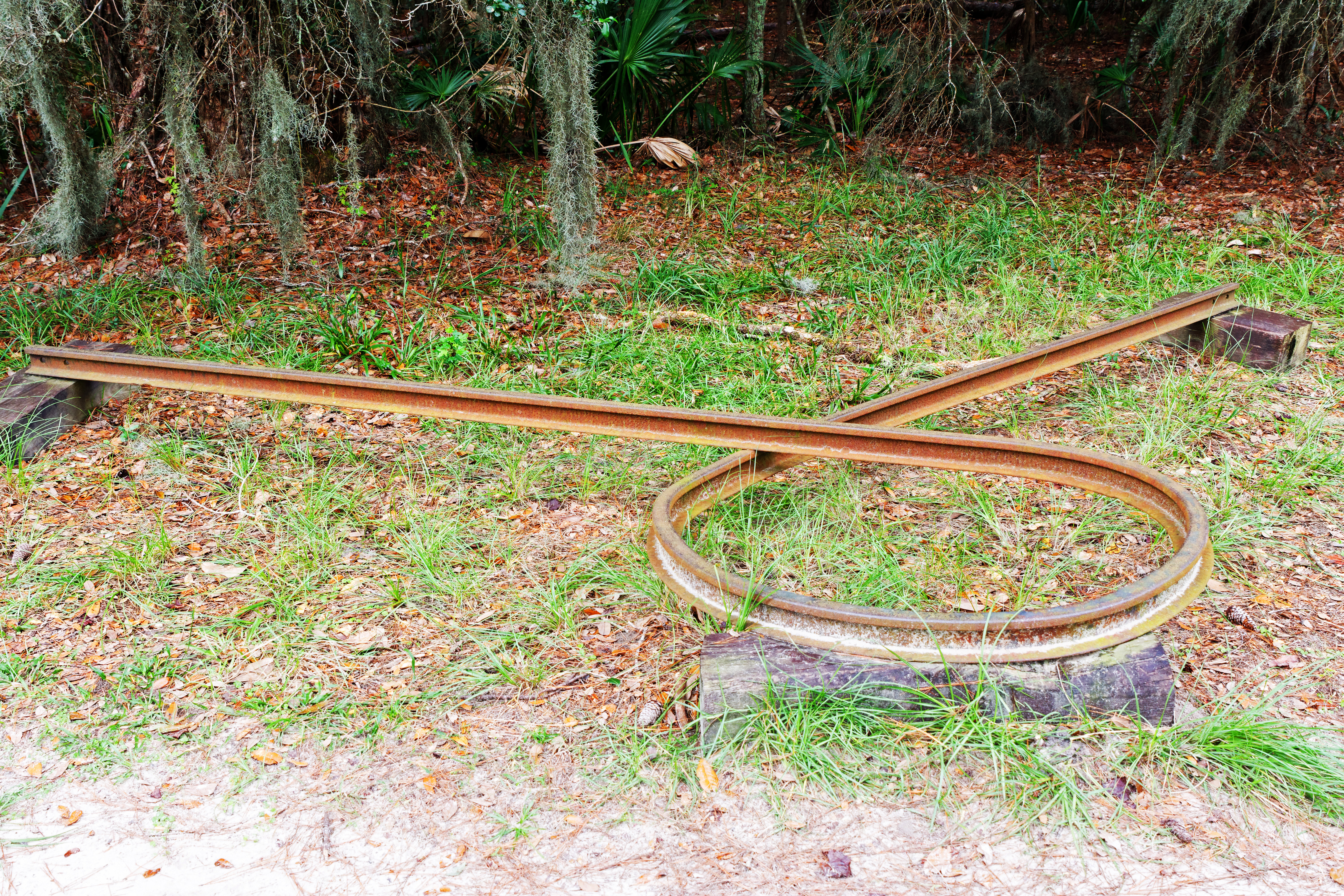
Krawat Shermana w Fort McAllister Historic State Park w stanie Georgia

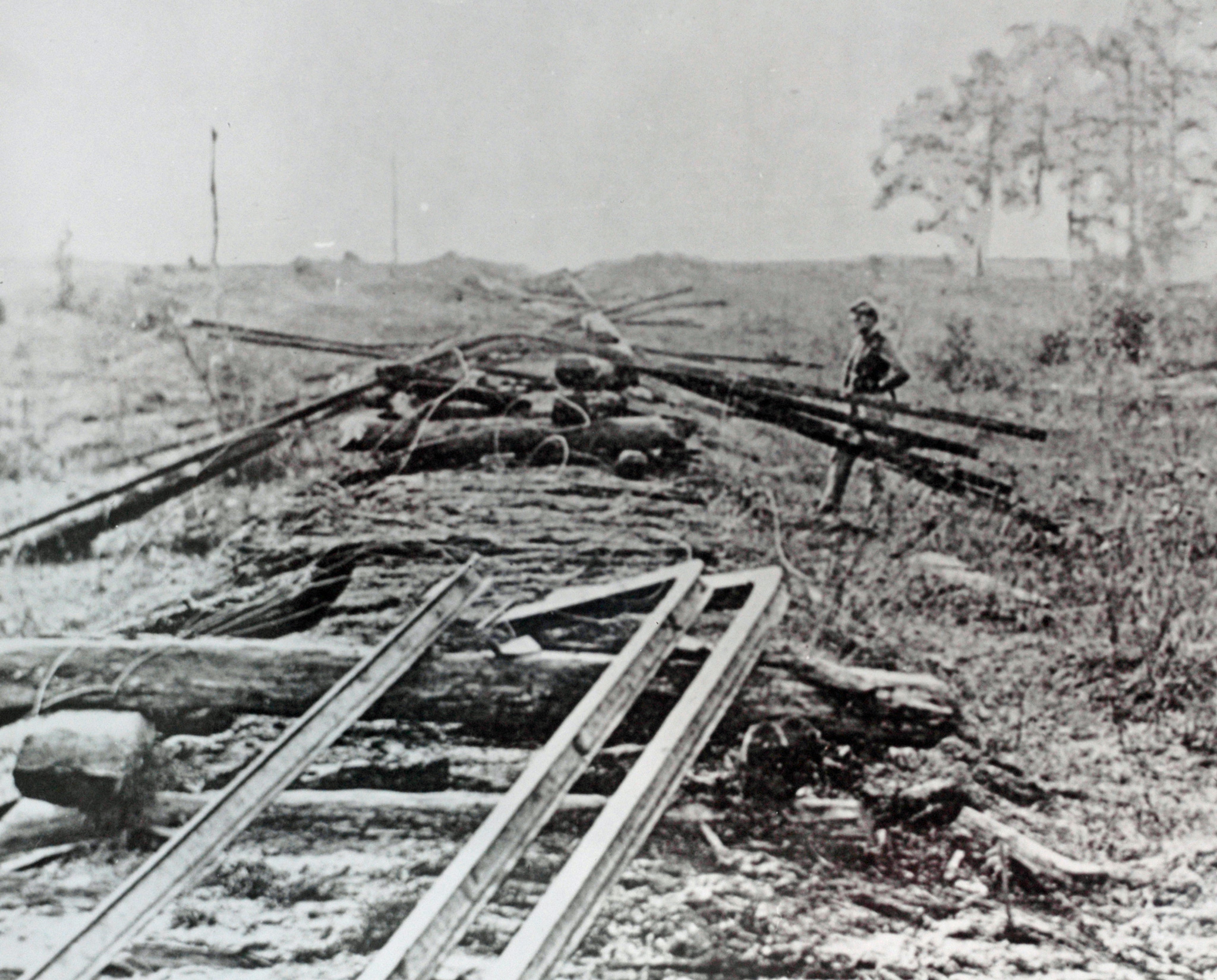
Kilka nieprawidłowo wykonanych krawatów Shermana. Szyny zostały wygięte, a nie skręcone, jak nakazał generał Sherman. W tym stanie potencjalnie można je naprawić

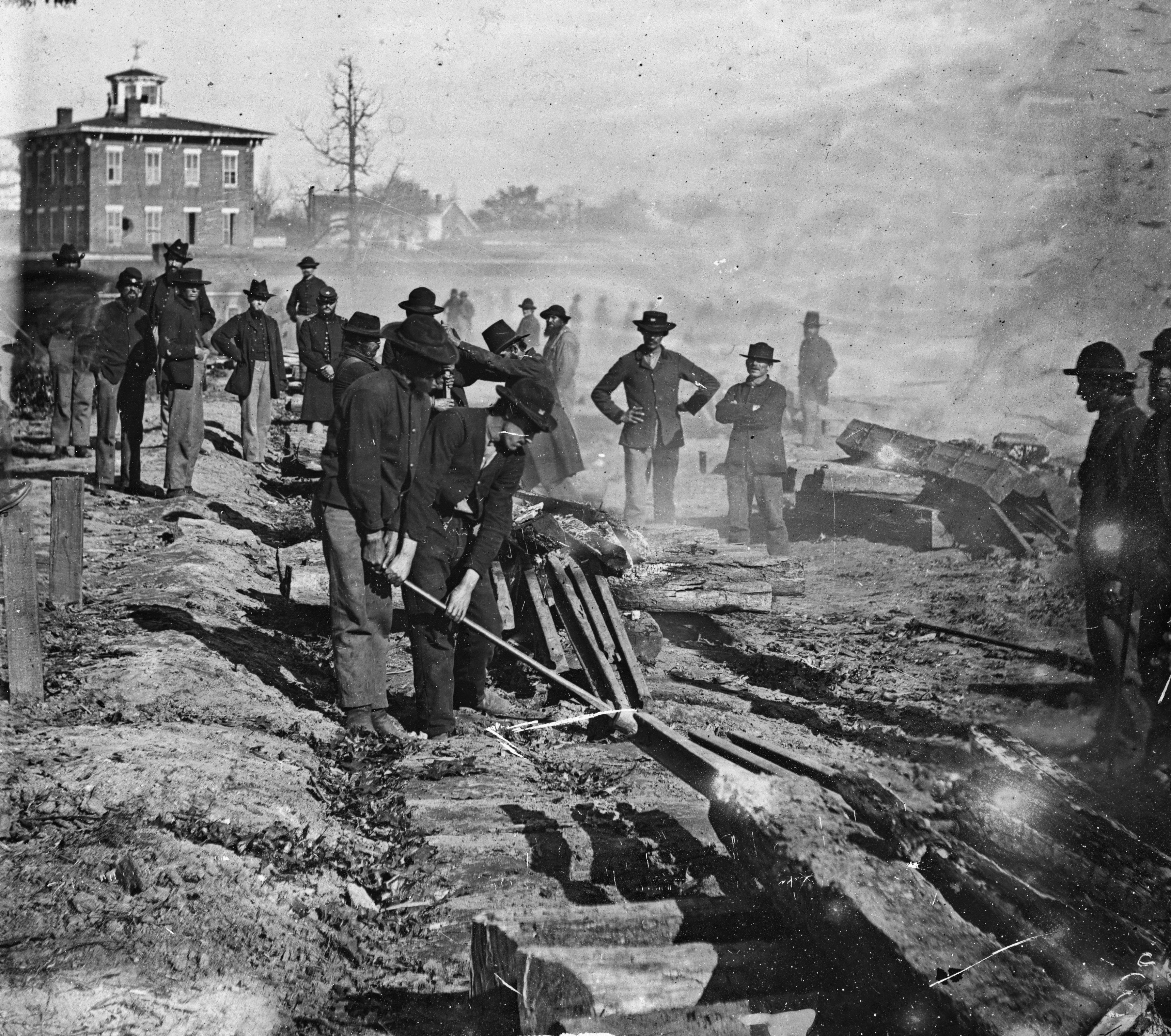
Na tej fotografii autorstwa George’a N. Barnarda widać czterech mężczyzn z łomami przekręcających szyny w Atlancie, po zdobyciu miasta przez wojska Unii we wrześniu 1864 roku

Krawaty Shermana (ang. Sherman’s neckties) – taktyka niszczenia infrastruktury kolejowej, stosowana w czasie amerykańskiej wojny secesyjnej.

## Opis
Nazwane na cześć generała wojsk Unii Williama Tecumseha Shermana, krawaty Shermana były szynami kolejowymi niszczonymi przez podgrzewanie ich do momentu, aż stały się plastyczne, a następnie skręcanie ich w pętle przypominające krawaty, często wokół drzew. Ponieważ Skonfederowane Stany Ameryki (Konfederacja) miały ograniczone zapasy żelaza i niewiele odlewni do walcowania szyn, zniszczenia te były bardzo trudne do naprawienia. Chociaż Sherman wydał rozkaz niszczenia torów kolejowych w trakcie kampanii atlanckiej (maj-wrzesień 1864), to kształt „krawata” powstający w wyniku zgięcia szyn wokół drzewa nie został w ten sposób zalecony. Jego rozkazy określały inną metodę niszczenia torów, która nie była tak popularna: 

W przypadku odgłosów poważnej bitwy [generał-major McPherson] dołączy do generała Schofielda, ale poza tym będzie trzymał każdego żołnierza pod swoim dowództwem przy pracy nad niszczeniem kolei poprzez zrywanie torów, palenie podkładów i żelaza oraz skręcanie szyn, gdy są gorące. Oficerów należy poinstruować, że szyny, które są tylko wygięte, mogą być ponownie użyte, ale gdy są rozgrzane do czerwoności i skręcone, to nie mogą być ponownie użyte. Należy ułożyć podkłady w stos, rozpalić ognisko, położyć szyny w poprzek i gdy są rozgrzane do czerwoności, żołnierze na obydwu końcach skręcają szyny tak, aby ich powierzchnia stała się spiralna.

Po trzech dniach nienaruszona pozostała tylko jedna linia kolejowa Konfederatów prowadząca do Atlanty.
Krawaty Shermana były również elementem marszu Shermana ku morzu, kampanii prowadzonej od listopada do grudnia 1864 roku, która miała na celu spowodowanie „poważnego zniszczenia infrastruktury” Skonfederowanych Stanów Ameryki. Sherman zastosował taktykę spalonej ziemi; on i głównodowodzący armii Unii, generał Ulysses Grant wierzyli, że wojna secesyjna zakończy się tylko wtedy, gdy strategiczne, ekonomiczne i psychologiczne zdolności Konfederacji do prowadzenia wojny zostaną złamane.
Na początku kampanii Franklin-Nashville pod koniec 1864 roku Konfederaci zastosowali podobną taktykę przeciwko linii zaopatrzeniowej generała Shermana, Western and Atlantic Railroad z Chattanoogi do Atlanty. Szyny zdeformowane przez ogień były znane żołnierzom Armii Tennessee jako „spinki do włosów starej pani Lincoln”.